# Heshmatiyeh-fængslet
Heshmatiyeh-fængslet (Persisk: زندان|زندان حشمتیه Zendān Heshmatiyeh) er et iransk fængsel, placeret i den østlige del af hovedstaden Teheran. Stedet er kendt for sin fløj der har huset politiske fanger.
De iranske oppositionsledere Mir-Hossein Mousavi og Mehdi Karroubi, samt deres koner Zahra Rahnavard og Fatemeh Karroubi, blev i februar 2011 anholdt af sikkerhedsstyrker og ført til Heshmatiyeh-fængslet.